# Kuno von Moltke
Il luogotenente generale, conte Kuno von Moltke (Neustrelitz, 13 dicembre 1847 – Breslavia, 19 marzo 1923) è stato un generale tedesco.

## Biografia
Proveniva dalla linea del Württemberg dell'antica famiglia nobiliare dei von Moltke. I suoi genitori erano il politico danese dello Schleswig-Holstein Karl von Moltke (1798-1866) e sua moglie Marie Eugenie (nata von Roeder) (1810-1875).
Aiutante di campo dell'imperatore Guglielmo II e comandante militare di Berlino, fu il personaggio principale di una serie di scandali a carattere omosessuale che sconvolse l'entourage del kaiser nel 1907, nota col nome di Scandalo Harden-Eulenburg o "Scandalo della Tavola Rotonda".